# Sachse (Texas)
Sachse es una ciudad ubicada en el condado de Dallas en el estado estadounidense de Texas. En el Censo de 2010 tenía una población de 20329 habitantes y una densidad poblacional de 791,32 personas por km².

## Geografía
Sachse se encuentra ubicada en las coordenadas 32°58′8″N 96°34′51″O / 32.96889, -96.58083. Según la Oficina del Censo de los Estados Unidos, Sachse tiene una superficie total de 25.69 km², de la cual 25.36 km² corresponden a tierra firme y (1.29%) 0.33 km² es agua.

## Demografía
Según el censo de 2010, había 20329 personas residiendo en Sachse. La densidad de población era de 791,32 hab./km². De los 20329 habitantes, Sachse estaba compuesto por el 71.86% blancos, el 8.89% eran afroamericanos, el 0.77% eran amerindios, el 11.11% eran asiáticos, el 0.05% eran isleños del Pacífico, el 4.35% eran de otras razas y el 2.96% pertenecían a dos o más razas. Del total de la población el 13.93% eran hispanos o latinos de cualquier raza.